# Chalcophora fortis
Chalcophora fortis är en skalbaggsart som beskrevs av Leconte 1860. Chalcophora fortis ingår i släktet Chalcophora och familjen praktbaggar. Inga underarter finns listade i Catalogue of Life.